# هاوکر سیدلی نیمرود
هاوکر سیدلی نمرود یک هواپیمای گشت دریایی در حال توسعه توسط بریتانیا بود. این طرح یک تغییر گسترده از هواپیمای دی هاویلند کامِت، اولین هواپیمای جت خطوط هوایی تجاری بود. طراحی این هواپیما در اصل توسط هاوکر سیدلی، جانشین شرکت دی هاویلند صورت گرفته و مقدار زیادی از توسعه و نگهداری این هواپیما نیز، خود به وسیلهٔ شرکت‌های جانشین هاوکر سیدلی به ترتیب بریتیش آئرواسپیس و بی‌ای‌ئی سیستمز انجام شده‌است.

## توسعه

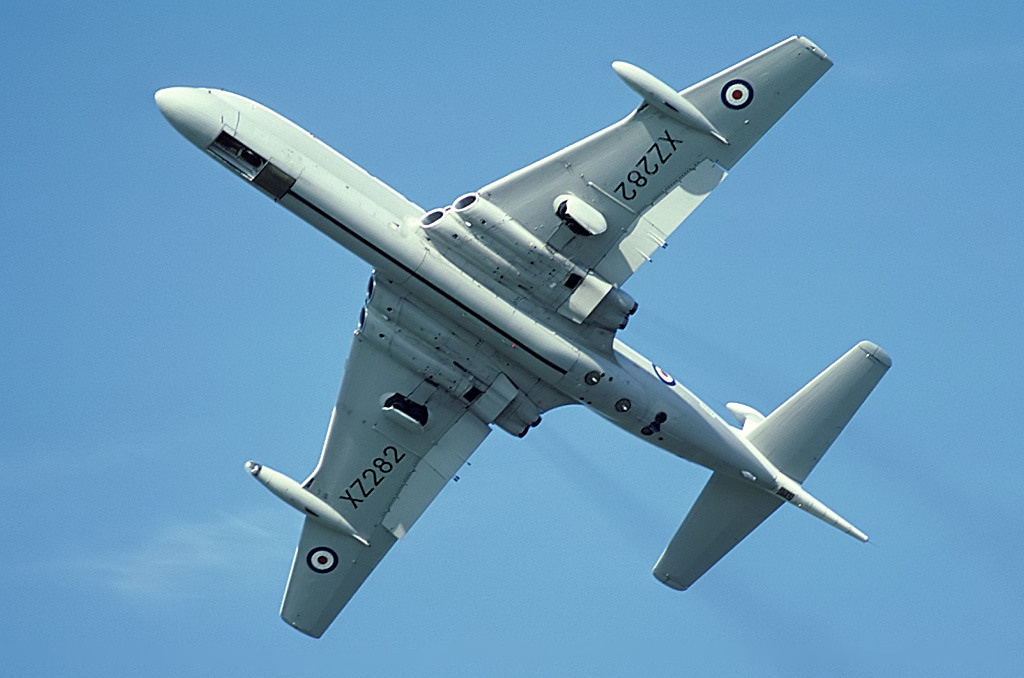
نیمراد ام آر۱، سپتامبر۱۹۷۸

### MR1
در ۴ ژوئن سال ۱۹۶۴، دولت بریتانیا ۳۸۱ نفر از متخصصین هوایی را برای جایگزینی به آوروُ شِکِلتون (Avro Shackleton) فرستاد. ضرورت چنین اقدامی در امر جانشینی، بیانگر سرعت نزدیک شدن خستگی‌ها، فرسودگی و محدودیت‌های موجود در ناوگان شکلتون نیروی هوایی سلطنتی بریتانیا بود. توسعه و بازسازی ناوگان گشت دریایی شکلتون، معامله بزرگی بود که نظر تولید کنندگاه هوپیماهای مشابه را چه در داخل بریتانیا و چه در خارج جلب کرد. هواپیما ارائه شده شامل: لاکهید پی-۳ اوریون و برگوت آتلانتیک از تولیدکنندگان خارجی و تولیدات شرکت‌های بریتانیایی و زیرمجموعه‌های آن‌ها شامل هواپیماهای: هاوکر سایدلی ترایدنت، بی‌ای‌سی یک-یازده، وایکر وی سی ۱۰ و دی هاویلند کامت بود. در دوم فوریه ۱۹۶۵ میلادی هارولد ویلسون، نخست‌وزیر انگلستان، اعلام کرد قصد سفارش نسخه گشت دریایی هاوکر سیدلی از نوع کامت مدل اچ اس ۸۰۱ را دارد. طراحی نمرود بر پایه هواپیمای کامت۴سی، هواپیمای خطوط تجاری که به پایان زندگی تجاری خود رسیده بود شکل گرفت. اولین پیش نمونه‌های نیمراد مدل ایکس-وی۱۴۸ و ایکس-وی۱۴۷ از دو بدنه نهایی ناتمام کامت۴سی ساخته شد. برای بهره‌وری بهتر از سوخت، به ویژه در ارتفاعات پایین که مورد نیاز گشت دریایی بود، موتور توربوجت

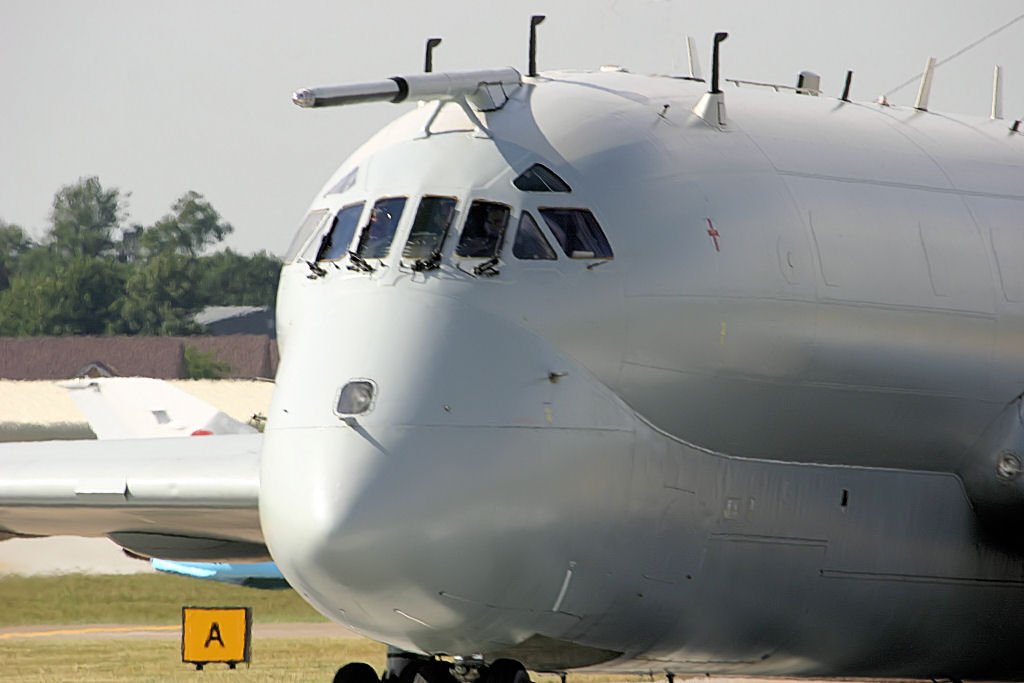
نیمراد آر۱، دماغه و بوم الکترونیک

کامت با موتور توربوفن رولزرویس اسپی جایگزین شد. اصلاحات عمده بدنه شامل موارد، محفظه داخلی حمل سلاح، دماغه مناسب برای گسترش رادار، دم جدید با تجهیزات جنگ الکترونیک (ESM)، سنسورهای نصب شده در سطوح آیرودینامیک بزرگ و بوم آشکارساز ناهنجاری مغناطیسی (MAD) بود. پس از اولین پرواز در می ۱۹۶۷، نیروی هوایی سلطنتی بریتانیا ۴۶ نیمراد ام آر ۱اس سفارش داد. اولین نمونه:XV۲۳۰ در اکتبر ۱۹۶۹ وارد خدمت
شد. در مجموع پنج اسکادران با استفاده از نوع نمیراد تأسیس شد. چهار اسکادران به‌طور دائم در دایگاه‌های بریتانیا مستقر شده و اسکادران پنجم در ابتدا در مالت مستقر شد.

### R1
در مه ۱۹۷۴ سه هواپیمای نیمراد برای وظیفه سیگنال‌های اطلاعاتی سازگار و جایگزین کامت سی۲اس و کانبرا از اسکادران شماره ۵۱ شدند. تشخیص بصری نوع آر۱ از ام آر۲ بواسطه بوم آشکارساز ناهنجاری مغناطیسی (MAD) ممکن بود که این آشکارساز مجموعه ای از دیش‌های رادیویی

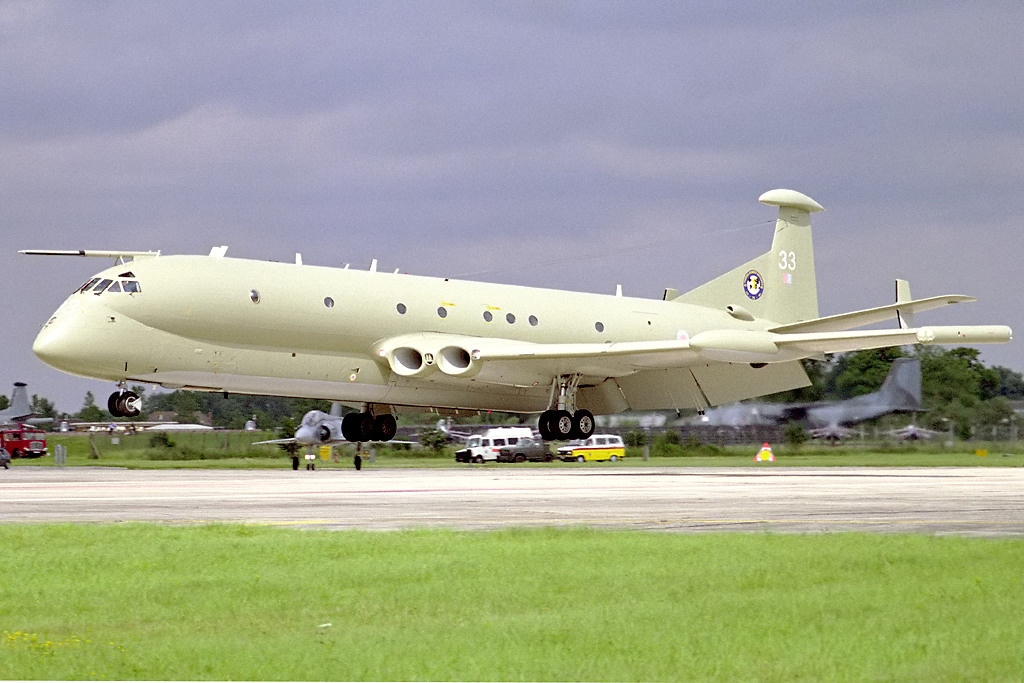
نیمراد MR2 نیروی هوایی سلطنتی

دوار نصب شده در محفظه بمب هواپیما، با دیش‌های رادیویی بیشتر در مخروط دم و در مقابل مخازن سوخت بال نصب شده بود. خدمه پرواز از چهار نفر (دو خلبان، مهندس پرواز و یک ناوبر) تا ۲۵ خدمه برای تجهیزات کاربردی رادیویی متفاوت بود. تنها پس از پایان جنگ سرد بود که نقش این هواپیما به‌طور رسمی تأیید شد. قبلاً یک بار به عنوان «هواپیما کالیبراسیون رادار» معرقی شده بود. نیمراد آر۱اس هیچوقت دچار فرسودگی و
خستگی مدل ام آر۲اس نشد. در مه ۱۹۹۵ و از زمان معرفی این نوع، در طول یک پرواز آزمایشی پس از تعمیر و نگهداری عمده، یک فروند نیمراد آر۱ در یک حادثه پروازی در فرودگاه نیروی هوایی سلطنتی کینلاس دچار سانحه شد. به جای این یک ام آر۲ برای تبدیل به استاندارد آر۱ انتخاب و در دسامبر ۱۹۹۶ واردخدمت شد.

### MR2

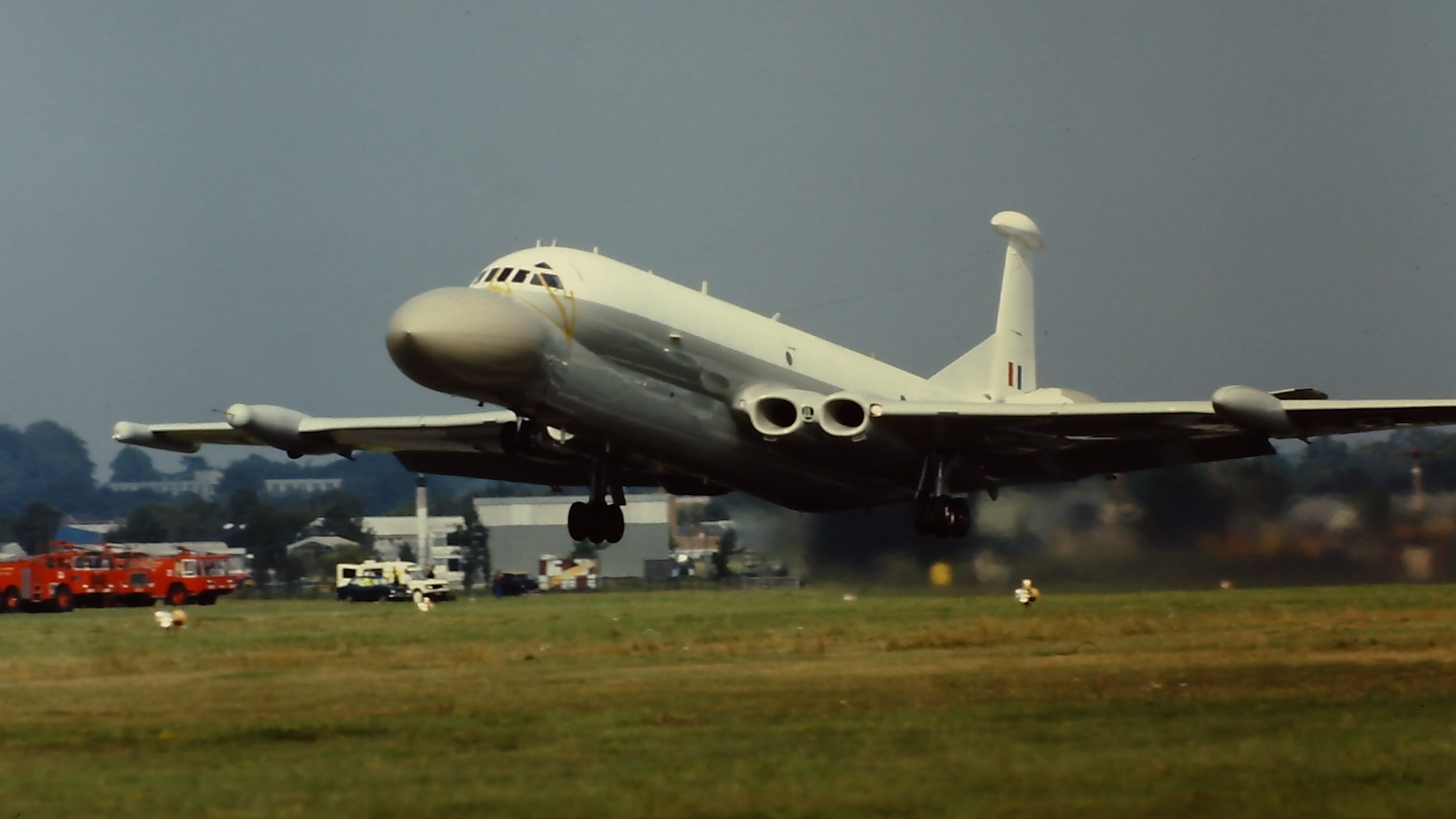
نیمراد AEW3 XZ۲۸۶ در سال ۱۹۸۰ نمایش هوایی فارنبورو

در سال ۱۹۷۵ ارتقا ۳۵ هواپیما به استاندارد ام آر۲ شروع و تحویل دوباره در اوت ۱۹۷۹ انجام شد. برزورسانی شامل نوسازی گسترده مجموعه ابزار الکترونیکی هواپیما بود.

### AEW3
در اواسط ۱۹۷۰پیشنهاد اصلاح نیمراد برای مأموریت هشدار زودهنگام هوایی (AEW) به عنوان جایگزین لنکستر که از شکلتون موتور پیستونی مشتق شده بود، صورت گرفت. یازده بدنه نیمراد در کارخانه سابق Avro در وودفورد، برای جای دادن رادار GEC مارکونی توسط شرکت هوا و فضا بریتانیا در بخش دماغه پیازی شکل و دم هواپیما وجود داشت. پروژه نیمراد AEW۳ با مسائل هزینه سنگین اجرا و مشکلات استفاده از کامپیوتر GEC 4080M
درگیر بود. سرانجام وزارت دفاع به رسماً اعلام کرد که هزینه توسعه سیستم رادار برای رسیدن به سطح مورد نیاز بیش از حد گران بوده و احتمال موفقیت بسیار نامطمئن است. در دسامبر سال ۱۹۸۶ پروژه AEW۳ لغو شد. در نهایت نیروی هوایی سلطنتی هفت هواپیمای بوئینگ E-۳ سنتری برای جایگزینی دریافت کرد.

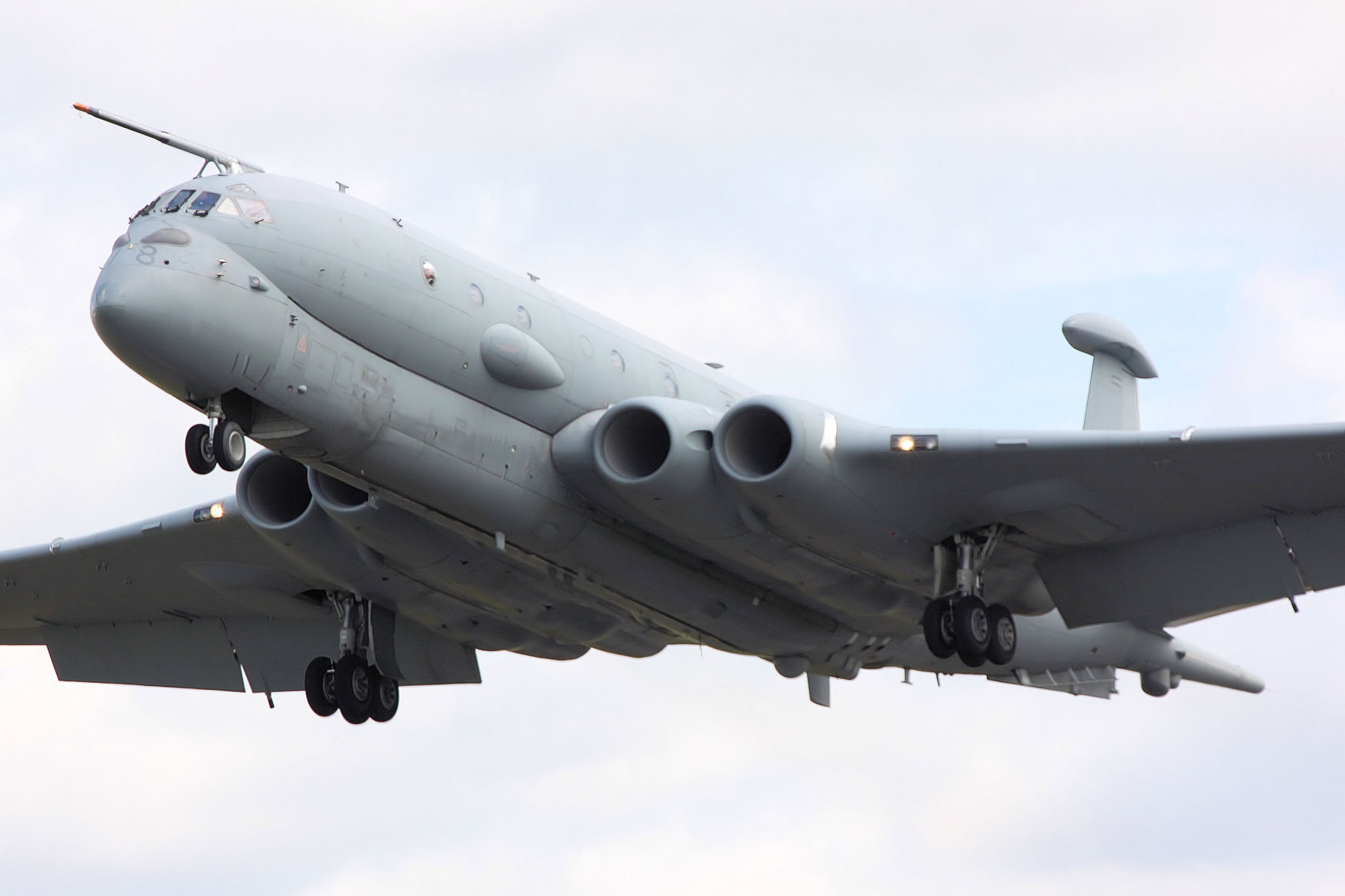
نیمراد MR4 در سال ۲۰۰۹

### MRA4
نیمراد MRA۴ برای جایگزینی توانایی‌های ارائه شده در مدل MR۲ در نظر گرفته شد. این مدل در اصل یک هواپیمای جدید، با موتورهای توربوفن BR۷۱۰ رولزرویس نسل جدید، بال بزرگتر جدید، و اصلاح کامل بدنه بود. با این حال مشکلاتی باعث تعویق حصول نتیجه پروژه بود این مشکلات شامل هزینه زیاد اجرا و مذاکرات مجدد قرارداد بود. این هواپیما برای ورود به خدمت در سال ۲۰۰۳ در نظر گرفته شده بود. در نتیجه بررسی کمیسیونی از دفاع استراتژیک و کمیته امنیت و تحقیق در اشاره به این موضوع که هزینه اجرا تا ان زمان ۷۸۹ میلیون پوند بیش از بودجه در نظر گرفته شده و همچنین ۹ سال تأخیر در حصول نتیجه بود MRA۴ در سال ۲۰۱۰ لغو شد.